# Гамба, Эцио
Э́цио Га́мба (итал. Ezio Gamba, род. 2 декабря 1958 года) — итальянский дзюдоист, олимпийский чемпион 1980 года. Главный тренер сборной России по дзюдо с 12 ноября 2008 года.

## Биография
Гамба участвовал подряд в 4 Олимпиадах с 1976 по 1988 годы. На Играх 1980 года в Москве он победил в категории до 71 кг, одолев в финале британца Нейла Адамса. На Играх 1984 года в той же категории Гамба в финале проиграл корейцу Ан Бён Гыну.
Гамба также занял второе место на чемпионате мира 1979 года, выиграл чемпионат Европы 1982 года и занял второе место на чемпионате Европы 1979 года.
Тренировал национальную сборную Италии по дзюдо.
12 ноября 2008 года был назначен главным тренером мужской сборной России. На Олимпиаде 2012 года в Лондоне мужская сборная России впервые в своей истории завоевала золотые медали (их принесли Арсен Галстян, Мансур Исаев и Тагир Хайбулаев). Всего же сборная взяла 5 медалей из 7 возможных.
В 2013 году «за большой вклад в развитие спорта в Российской Федерации» Гамба был награждён российским орденом Дружбы. 17 марта 2015 года ему было присвоено почётное спортивное звание «Заслуженный тренер России». В 2017 году «за успешную подготовку спортсменов, добившихся высоких спортивных достижений на Играх XXXI Олимпиады 2016 года в городе Рио-де-Жанейро (Бразилия)» награждён орденом Почёта.
8 января 2016 года Эцио Гамба получил гражданство РФ.

## Награды
- Орден Александра Невского (12 октября 2022 года) — за вклад в развитие физической культуры и популяризацию отечественного спорта[10]
- Орден Почёта (18 мая 2017 года) — за успешную подготовку спортсменов, добившихся высоких спортивных достижений на Играх XXXI Олимпиады 2016 года в городе Рио-де-Жанейро (Бразилия)[8].
- Орден Дружбы (1 июня 2013 года) — за большой вклад в развитие спорта в Российской Федерации[6].
- Заслуженный тренер России (17 марта 2015 года)[7].
- Заслуженный работник физической культуры Республики Дагестан (11 мая 2012 года) — за заслуги в  развитии физической культуры и спорта[11]